# 茨木杉風
茨木 杉風（いばらき　さんぷう、明治31年（1898年）2月8日 - 昭和51年（1976年）8月12日）は、近藤浩一路に師事した水墨画家。日本美術院院友を辞し『新興美術院』を創設した。
滋賀県野洲市小篠原出身の茨木家。移り住んだ近江八幡市博労町の初代から数えて五代目の芳蔵こと茨木杉風。菩提寺の近江八幡市東漸寺から長男陽介の意志により大先祖の菩提寺で、本堂に近江八景の襖絵を残す養専寺の墓地に移し眠る。

## 略歴
茨木杉風は、明治31年（1898年）2月8日に滋賀県蒲生郡八幡町（現滋賀県近江八幡市）の商家　梅田屋に生まれた。嫡男として家業である海産物商を継ぐところ、幼少時より絵が好きで大林千万樹に入門、後に大林より近藤浩一路を紹介され、大正9年（1920年）同人に師事した。近藤に師事すると共に太平洋洋画会研究所にも入り、洋学の勉強をした。 同年院展に『八木節』を出展し初入選し昭和5年日本美術院院友となり、翌年2月師である近藤と共に渡欧し毛筆でスケッチをして回ったと伝えられる。
昭和12年（1937年）院展が文展に参加したことに反発し、院友10人と共に新しい公募団体『新興美術院』を創設した。昭和51年（1978年）に死去する迄新興美術院の役員として活動し、昭和33年（1958年）日本学士院のアカデミア賞を受賞した。杉風は故郷近江・琵琶湖の風物を愛し画題によく用いた、昭和18年（1943年）新興美術院展出展作『近江八景』（六曲四双屏風絵）は代表作の一つ。中央画壇での栄達を求めず故郷に身を置いた画家であった。

## 関連事項
- 滋賀県立美術館. “茨木杉風展 1985年8月3日 - 1985年9月1日”. 2013年7月25日閲覧。
- 「茨木杉風作品集」（新興美術院  1976年）
- 「白日 7(2)(60) 1933年3月」  P5「ベスビオスの朝 茨木杉風」（白日荘）